# فائق حداد
المطران فائق إبراهيم حداد (وُلِدَ في 28 ديسمبر 1914 في طولكرم بفلسطين – تُوفي في 23 يناير 2001 في عمان بالأردن) هو الأسقف الحادي عشر لمطرانية القدس الأسقفية الأنجليكانية والتي تضم كل من فلسطين وإسرائيل والأردن وسوريا ولبنان وسائر المنطقة، وكان أول أسقف عربي يتولى رئاسة الأسقفية في التاريخ، وقد شملت سلطته دول المنطقة، ومقره في القدس في كاتدرائية القديس جورج، وكانت فترة رئاسته الأسقفية منذ عام 1976 وحتى عام 1984، وقد عمل خلالها على تعريب المطرانية.

## نشأته وتحصيله العلمي
وُلِدَ فائق إبراهيم درزي حداد بتاريخ 28 ديسمبر 1914 في مدينة طولكرم الفلسطينية لأسرة مسيحية فلسطينية، أسرته الفلسطينية نشطت في خدمة الكنيسة منذ بداية العمل الأنجليكاني في المنطقة، وهو واحد من ستة أبناء لوالده، وكان والده يعمل صائغًا في المدينة. تلقى فائق حداد تعليمه في مدارس مدينته طولكرم، ثم تابع تعليمه الثانوي في مدرسة المطران في القدس، حيث أنهى فيها الثانوية العامة.
التحق بعد ذلك بالجامعة الأمريكية في بيروت، وحصل منها على درجة البكالوريوس في الآداب، ثم حصل على الدبلوم في اللاهوت من كلية الشرق الأدنى للاهوت في بيروت، وحصل على درجة الماجستير في الآداب من الجامعة الأمريكية ببيروت.

## حياته الأسقفية

### بداية حياته
في بداية حياته، رُسم شماسًا من قبل الأسقف فرانسيس براون في كاتدرائية القديس جورج في القدس وذلك في عام 1939، ثم رسمه ذات الأسقف كاهنًا (قسًا) في كنيسة القديس يوحنا في حيفا عام 1940، ثم جرى تكليفه بالخدمة في كنيسة المخلص في عكا، وفي كنيسة المخلص في كفر ياسيف، ثم في رام الله، ثم أسس عام 1948 كنيسة الفادي الأسقفية في العاصمة الأردنية عمان، وتولى رعايتها، وتولى لاحقًا مسؤولية كنيسة القديس فيلبس الأسقفية بنابلس ورفيديا.
غادر في عام 1961 إلى الولايات المتحدة الأمريكية حيث قضى هناك عامًا بأكمله في الدراسة بالمدرسة اللاهوتية الأسقفية في مدينة أوستن بولاية تكساس، وتلاها إقامته لمدة سبعة أشهر للدراسة في كلية سانت أوغسطين التبشيرية الأنجليكانية في مدينة كانتربري في المملكة المتحدة. في عام 1965 عمل كاهنًا مسؤولًا عن المطرانية الأنجليكانية في القدس، ثم أصبح عام 1971 كننٌ كنسيًا فيها، وأمينًا لسرها. وفي 29 أغسطس 1974، عين أسقفًا مساعدًا لأسقف المطرانية.

### تنصيبه أسقفًا
في 6 يناير 1976، جرى تنصيب المطران فائق حداد أسقفًا لمطرانية القدس الأسقفية الأنجليكانية، في واحدة من أهم الاحتفالات التاريخية التي تقام في كاتدرائية القديس جورج وهي مقر الأسقفية، وبحضور دولي وإقليمي ومحلي، وقد حضر الحفل كل من الأساقفة الأنجليكانيين، وأساقفة الطوائف الأخرى كالأرثوذكس واللاتين والآرمن والبروتستانت وغيرهم، ورجال الدين، وكبار الشخصيات، والأمين العام لمجلس الشورى الأنجليكاني العالمي، والمدبر الرسولي للكاثوليك في الأراضي المقدسة، ووفود الكنيسة الأسقفية من الولايات المتحدة الأمريكية وبريطانيا وكندا، وأعضاء السلك القنصلي بالقدس، وشخصيات أخرى من أنحاء كثيرة من العالم. وكان المطران فائق حداد أول أسقف عربي يتولى رئاسة الأسقفية في التاريخ، خلفًا للمطران روبرت ستوبفورد. وضمت مطرانية القدس الأسقفية الأنجليكانية وما تزال، كل من فلسطين وإسرائيل والأردن وسوريا ولبنان وسائر المنطقة، وتضم آلالاف الرعايا، وتتبع لها الكثير من الكنائس في دول المنطقة، كما تضم مجموعة من المستشفيات والمدارس التعليمية والمؤسسات الخدماتية والاجتماعية، وقد عمل الأسقف فائق حداد على تعريب المطرانية خلال فترة توليه رئاسة الأسقفية.

### تقاعده
بموجب القوانين الكنسية فإن المطران يتقاعد من منصبه عند بلوغه السبعين من العمر، وبذلك تقاعد المطران فائق حداد من منصبه بتاريخ 6 يناير 1984، حيث جرى في ذلك اليوم تنصيب المطران سمير قفعيتي أسقفًا خلفًا له، وكان قفعيتي ثاني عربي يتولى رئاسة الأسقفية.

## أوسمة
جرى تقليد الأسقف فائق حداد بعدد من الأوسمة، منها:
- وسام فارس القبر المقدس، وذلك تقديرًا لدوره في وحدة الكنيسة والحوار اللاهوتي.[17]

- وسام القديس يوحنا البريطاني، وقد منحته إياه ملكة المملكة المتحدة إليزابيث الثانية بتاريخ 4 نوفمبر 1977.[18]

- وسام الاستقلال الأردني، وقد منحه إياه الملك الأردني الحسين بن طلال عام 1983.[17]

## وفاته
توفي فائق حداد في العاصمة الأردنية عمان بتاريخ 23 يناير 2001 عن عمرٍ ناهز 86 عامًا.

## وصلات خارجية
- صورة تاريخية للمطران فائق حداد يوم تنصيبه مطرانًا للقدس، 6 يناير 1976.
- صورة للمطران فائق حداد، موقع مطرانية القدس الأسقفية الأنجليكانية.
- برقية مرسلة من المطران فائق حداد إلى السياسي الفلسطيني حلمي حنون بمناسبة فوزه بالانتخابات المحلية، 10 مايو 1976.
- الأسقف فائق حداد يزور الولايات المتحدة الأمريكية، 7 أكتوبر 1977.
- سجلات ومؤلفات فائق حداد، المجمع العام للكنيسة الأنجليكانية في كندا.
- 6 يناير 1976: Middle East Central Synod Inaugurated, Bishops Installed
- 17 مايو 1986: Retired Bishop of Jerusalem to Speak Tomorrow in Bethlehem Religion